# Міреу
Міреу (рум. Mirău) — село у повіті Джурджу в Румунії. Входить до складу комуни Стоєнешть.
Село розташоване на відстані 37 км на південний захід від Бухареста, 28 км на північ від Джурджу.

## Населення
За даними перепису населення 2002 року у селі проживали 219 осіб, з них 217 осіб (99,1%) румунів. Рідною мовою 217 осіб (99,1%) назвали румунську.